# Anca Paliu Dragu
Anca Dana Paliu Dragu, född 3 maj 1972, är en rumänsk nationalekonom och politiker som sedan 2020 är president för senaten.. Hon tillhör Alliansen 2020 USR-PLUS och partiet Unionen Rädda Rumänien. Mellan 17 november 2015 och 4 januari 2017 var hon Rumäniens finansminister som partipolitisk oberoende.
Hon har en doktorsexamen från Handelshögskolan i Bukarest och har tidigare arbetat för Rumäniens nationalbank, EU-kommissionen och Internationella valutafonden.